# Upsala
Upsala (en sueco: Uppsala, [ˈɵpːˈsɑːla]ⓘ) es una ciudad sueca situada a 78 km al noroeste de Estocolmo. Con 141 339 habitantes, es la cuarta mayor ciudad de Suecia después de Estocolmo, Gotemburgo y Malmö. Centro administrativo de la provincia de Upsala y municipio de Upsala. Irrigada por el río Fyris, Fyrisån en sueco.

## Historia
Upsala se situaba en sus inicios a unos kilómetros más al norte de su localización actual, en un lugar que actualmente se conoce como Gamla Uppsala (Vieja Upsala), que según el escritor medieval Adam de Bremen, era el principal centro pagano de Suecia, el Templo de Upsala dedicado a los dioses nórdicos. El presente emplazamiento de Upsala era ocupado por un villorrio llamado Östra Aros, que significa ‘Boca de río oriental’ (en relación con la presente ciudad de Västerås, originalmente Västra Aros, ‘Boca de río occidental’).
La ciudad es sede de la universidad más antigua de Escandinavia, la Universidad de Upsala, fundada en 1477, en la que se encontró el famoso Cancionero de Upsala. En esta universidad han estudiado o trabajado numerosas personalidades suecas, como el político Dag Hammarskjöld, el biólogo Carlos Linneo, los físicos Anders Celsius y Anders Jonas Ångström, y los químicos Carl Wilhelm Scheele y Jöns Jacob Berzelius.
La catedral de Upsala, de estilo gótico, es la catedral más grande del norte de Europa, con torres que alcanzan los 118 m. Algunas de las personalidades más conocidas de Suecia están enterradas en la catedral, como el rey Gustavo I de Suecia (Gustav Eriksson Vasa), el filósofo Emanuel Swedenborg y el biólogo Carlos Linneo.
En 1702, la ciudad sufrió un fuerte incendio del que resultó muy dañada. Durante las décadas de los sesenta y los setenta, debido al desconocimiento del valor histórico y cultural, se demolieron muchos edificios antiguos de la ciudad.

## Universidad de Upsala
La Universidad de Upsala (Uppsala Universitet, en sueco) fue fundada en 1477 y es la universidad más antigua de los países nórdicos.

### Inicios, crisis y restauración (1477-1600)
Fue fundada en 1477 y fue la primera universidad de Escandinavia. La iniciativa para la creación de la universidad vino de la Iglesia católica de Suecia, específicamente del arzobispo Jakob Ulvsson de Upsala. En sus inicios la nueva Universidad era pequeña, teniendo como máximo unos 50 estudiantes y varios profesores. En la primera década de los 1500 empezó a tener deficiencias en su funcionamiento por culpa de la situación política de la época.
Entre 1520 y 1530 el nuevo monarca de Suecia, Gustavo I Vasa, aplicó la reforma luterana, lo que significó que la universidad, dependiente de la Iglesia, perdió sus bases económicas e ideológicas y por un largo periodo de tiempo permaneció solo como una idea sin ningún contenido real.
Sin embargo, esta situación cambió a fines del siglo XVI. En esta época, el clero protestante había ganado una gran influencia sobre la enseñanza de la religión y sintió la necesidad de extenderla a otros estudios de modo de poder afrontar la contrarreforma católica. Un concilio eclesiástico en Upsala (Uppsala möte) en 1593 decidió así restaurar los privilegios de la universidad. Este nuevo capítulo fue firmado el 15 de marzo de 1595.

### ElsigloXVII

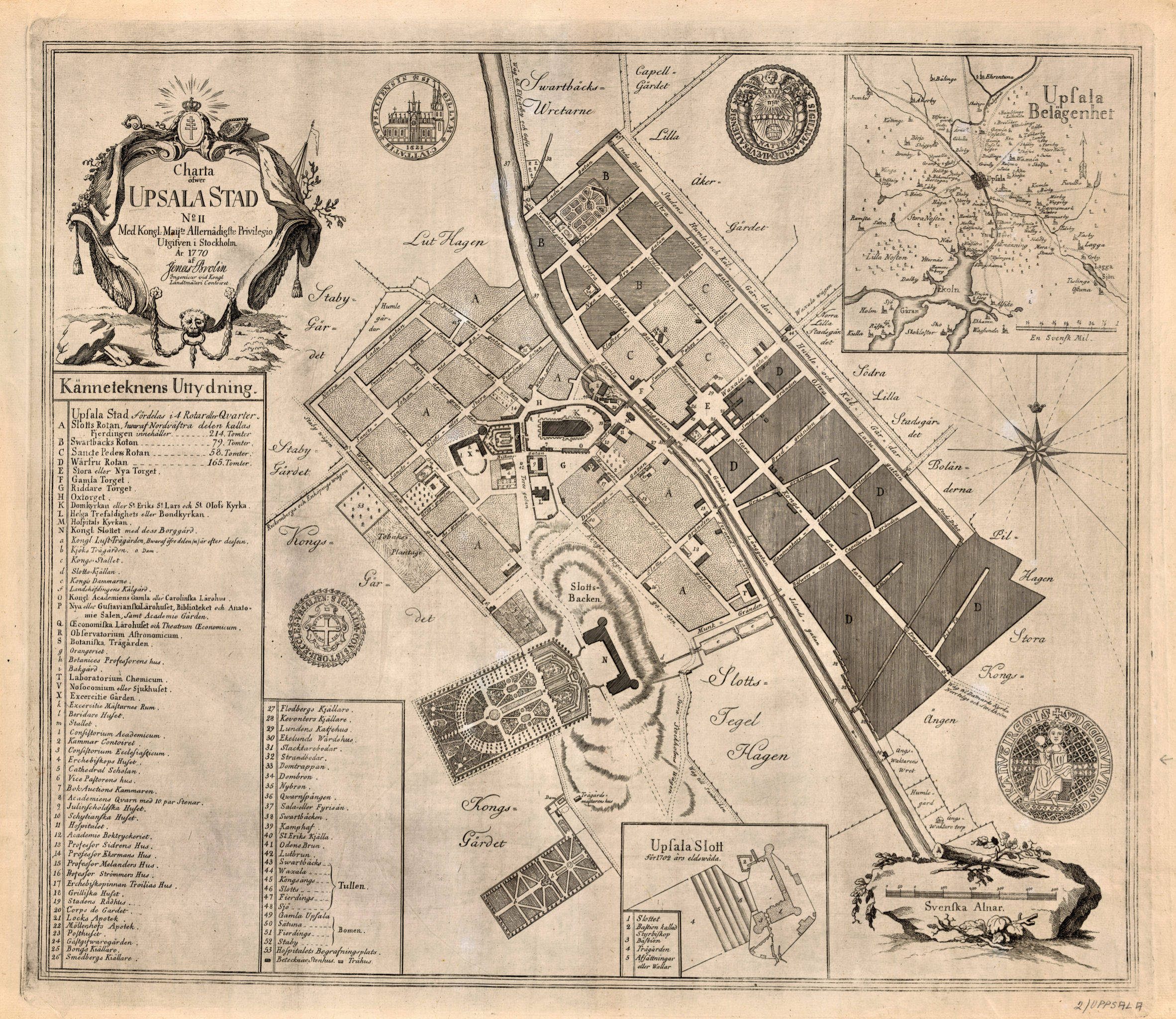
Mapa de Upsala de 1770

Durante el reinado de Gustavo II Adolfo (1611-1632), Suecia fue consolidada como una potencia militar en el norte de Europa y también como un estado burocrático avanzado. El reino necesitaba oficiales del gobierno competentes. Conjuntamente con su asesor principal, Axel Oxenstierna, Gustavo II Adolfo proveyó de beneficios a la universidad, económicos y administrativos. En particular hizo una donación de más de 300 granjas a la universidad que todavía son propiedad y administradas por la universidad. Profesores de otros países fueron contratados, y el número de estudiantes aumentó. Durante este tiempo, el sistema de naciones fue traído de las universidades medievales. Esto significa que estudiantes de la misma región se unían para poder ayudarse los unos a los otros y para cooperar en las actividades sociales universitarias (orquestas, compañías de teatro, clubes deportivos, etc.). Este sistema todavía existe.

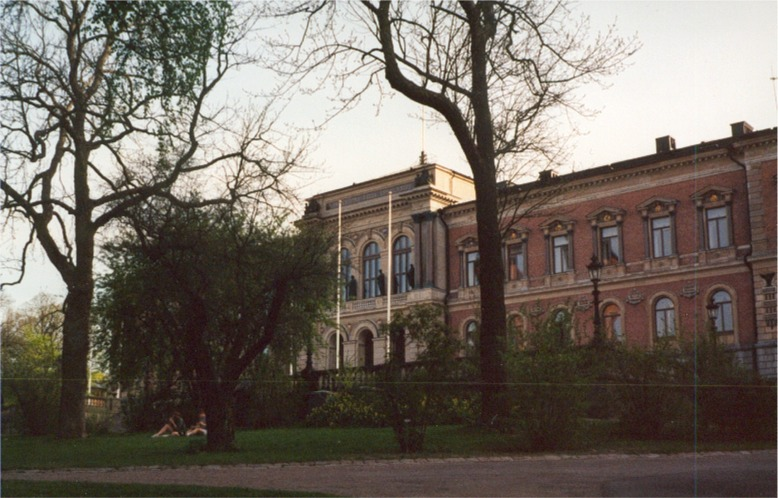
Edificio principal de la Universidad de Upsala

Entre 1660 y 1670 la universidad fue dominada por Olof Rudbeck. Originalmente preparado como físico, Rudbeck era un estudiante extremadamente versátil. Entre sus logros está el reconocido teatro anatómico en el centro del Gustavianum, en ese entonces un nuevo edificio frente a la catedral. Hoy en día este edificio es un museo de ciencias e ideas, el Museum Gustavianum.

### Otros centros de educación
- Johannelunds Teologiska Högskola. Seminario de teología luterano fundado en 1862, ubicado en Upsala desde 1970.
- El Instituto Newman. Institución católica fundada en 2001.

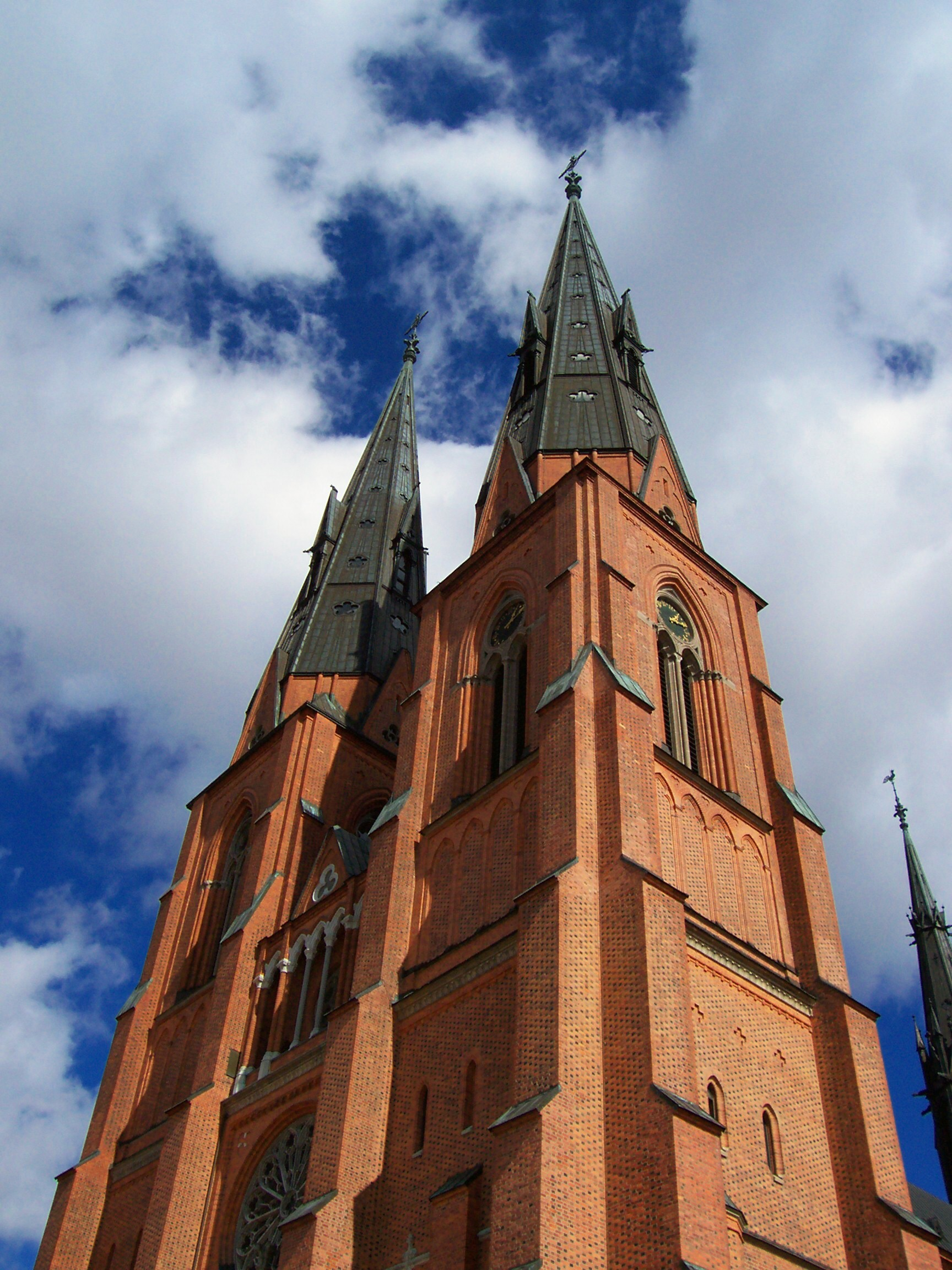
Catedral de Upsala

## Demografía
| Gráfica de evolución de Upsala entre 1950 y 2020 |
|                                                  |

## Transporte
Upsala cuenta con un sistema de trenes basado en la Estación Central de Upsala que fluyen en tres direcciones, sentido sur: Arlanda, Estocolmo y Linköping; hacia el noroeste: Dalecarlia; y en dirección norte Gävle, Sundsvall, Östersund y hacia la parte norte de Suecia y también hacia Narvik en Noruega.[cita requerida]
Aunque Upsala no cuenta con aeropuerto propio, el aeropuerto de Arlanda está ubicado a 30 km al sur.